# Ruth Adler Schnee
 Ruth Adler Schnee  (* 13. Mai 1923 in Frankfurt am Main; † 5. Januar 2023 in Colorado Springs, Colorado, Vereinigte Staaten) war eine US-amerikanische Textildesignerin und Innenarchitektin. Adler Schnee war vor allem für ihre modernen Drucke und abstrakten Muster aus organischen und geometrischen Formen bekannt.

## Leben und Werk
Adler Schnee wurde als Ruth Adler als Tochter von Joseph Adler und Marie Adler geboren, die am Bauhaus Kalligrafie und Buchbinderei studiert hatte. Als Ruth fünf Jahre alt war, zog ihre Familie nach Düsseldorf. Ihr Vater wurde 1938 inhaftiert und im Konzentrationslager Dachau interniert. Nach einigen Monaten gelang es ihrer Mutter zu erreichen, dass ihr Vater freigelassen wurde, und die Familie floh im März 1939 aus Deutschland und ließ sich schließlich in Detroit, Michigan, nieder. Adler Schnee erwarb 1942 ihren Highschool-Abschluss an der Cass Technical High School in Detroit, Michigan.  Anschließend erhielt sie ein Vollstipendium an der Rhode Island School of Design (RISD), um Modedesign zu studieren. Sie entschied sich stattdessen für ein Studium der Innenarchitektur. 1944 studierte sie bei Walter Gropius an der Harvard University, nachdem sie ein Stipendium an der Harvard University Graduate School of Architecture and Design erhalten hatte. Im Jahr 1945 erhielt sie einen Bachelor of Fine Arts an der Rhode Island School of Design (RISD).
Da sie den Condé Nast Prix de Paris-Wettbewerb gewonnen hatte, bekam sie in New York City im Frühjahr 1945 als erste Frau eine Stelle bei Raymond Loewy und baute dort dauerhafte Beziehungen zu den Architekten Warren Platner und Minoru Yamasaki auf. Sie studierte ab Herbst 1945 Architekturdesign bei Eliel Saarinen an der Cranbrook Academy of Art in Bloomfield Hills, Michigan, wo sie 1946 als eine der ersten Frauen einen Master of Fine Arts in Design erwarb.

## Textildesignerin und Adler-Schnee Associates
Nachdem sie 1947 an einem von der Chicago Tribune gesponserten Designwettbewerb, „Better Rooms for Better Living“, teilgenommen hatte, wurde ein Architekturbüro in Chicago auf ihre abstrakt gemusterten Vorhänge aufmerksam. Da sie keine zeitgenössischen Stoffe finden konnte, hatte sie ihre eigenen Stoffe mit abstrakten Formen und leuchtenden Farben kreiert. Das führte zu ihrem ersten beruflichen Projekt, bei dem sie Vorhänge für Autohäuser entwarf, um den Lack von Autos vor der Sonne zu schützen.
Im Jahr 1947 eröffnete Adler Schnee im Boston–Edison District in Detroit ihr eigenes Designstudio und eine Siebdruckwerkstatt Ruth Adler, Inc.  1948 heiratete sie Edward Schnee, einen Absolventen der Wirtschaftswissenschaften der Yale University, mit dem sie drei Kinder bekam. Mit ihrem Mann führte sie die Adler-Schnee Associates und später zog das Geschäft in den Harmonie Park in der Innenstadt von Detroit, wo es bis zu seiner Schließung im Jahr 1976 bestand. Die 1990er Jahre brachten eine erfolgreiche 20-jährige Zusammenarbeit zwischen Adler Schnee und dem in Texas ansässigen Polstermöbelunternehmen Anzea, die ihr den Good Design Award des Chicago Athenaeum Museum of Architecture and Design einbrachte.
Während ihrer gesamten Karriere entwarf sie Innenräume und Einrichtungsgegenstände für private und öffentliche Auftraggeber und arbeitete mit modernen Architekturdesignern zusammen, darunter Albert Kahn, Frank Lloyd Wright, Paul Rudolph, Eero Saarinen, Minoru Yamasaki und Clifford Wright. Zu den bedeutendsten Aufträgen von Adler Schnee gehören Arbeiten für das Ford Rotunde Auditorium in Dearborn (1952), Michigan, das World Trade Center in New York, das General Motors Technical Center in Warren (Michigan) und die Feld-Weisberg-Klinik in Detroit.
Im Jahr 2012, im Alter von 89 Jahren, schloss Adler Schnee einen 20-Jahres-Vertrag mit der Designfirma Knoll Textiles.

## Auszeichnungen und Ehrungen
- 1947 und 1948: American Institute of Decorators Award
- 1950: International Celanese Corporation Prize für Strata
- 1954: Good Design Award, New Yorker Museum of Modern Art
- 2010: Dokumentarfilm The Radiant Sun: Designer Ruth Adler Schnee unter der Regie von Terri Sarris von der University of Michigan[7]
- 2011: Einzelausstellung auf der Biennale in Venedig[7]
- 2015: Kresge Eminent Artist Award, The Kresge Foundation[8][9][10]
- Vom 14. Dezember 2019 bis 15. März 2020 fand im Cranberg Art Museum eine retrospektive Ausstellung ihrer Arbeiten statt: Ruth Adler Schnee: Modern Designs for Living. Cranbrook Art Museum[11]